# Зелёная книга (фильм)
«Зелёная книга» (англ. Green Book) — американская биографическая комедийная драма режиссёра Питера Фаррелли, вышедшая на экраны в 2018 году. Картина рассказывает реальную историю путешествия по югу США знаменитого джазового пианиста Дона Ширли и обычного водителя Тони Валлелонги, между которыми со временем возникает дружба. Главные роли исполнили Вигго Мортенсен, Махершала Али и Линда Карделлини.
Премьера фильма состоялась на Международном кинофестивале в Торонто 11 сентября 2018 года, где он получил главную награду «Народный выбор». В США фильм вышел в ограниченном прокате 16 ноября 2018 года, по всей стране — 21 ноября. Премьера фильма в России состоялась 24 января 2019 года.
В декабре 2018 года «Зелёная книга» вошла в список 10 лучших фильмов 2018 года, опубликованный Американским институтом киноискусства (AFI). В январе 2019 года фильм получил главную награду Гильдии продюсеров Америки. Фильм был удостоен трёх «Золотых глобусов» в категориях «Лучший фильм — комедия или мюзикл», «Лучшая мужская роль второго плана» (Махершала Али) и «Лучший сценарий». На церемонии вручения премии «Оскар» кинокартина получила три награды в тех же категориях, а также была выдвинута в номинациях «Лучшая мужская роль» (Вигго Мортенсен) и «Лучший монтаж».

## Сюжет
Нью-Йорк, 1962 год. Вышибала итало-американского происхождения Фрэнк Валлелонга по кличке «Тони Болтун» (Вигго Мортенсен) ищет новую работу в связи с закрытием на ремонт ночного клуба, в котором он работал. Его приглашают на собеседование с Доном Ширли (Махершала Али), афроамериканским пианистом, который ищет водителя для своего концертного тура по южным штатам Америки.
Дон нанимает Тони, и они решают поскорее отправиться в путь, чтобы вернуться в Нью-Йорк в канун Рождества. Представители студии звукозаписи Дона дают Тони экземпляр «Зелёной книги», путеводителя для чернокожих путешественников по США, где указаны отели, рестораны и заправочные станции, которые смогут их обслужить.
Они начинают тур на Среднем Западе, а затем едут дальше на юг, на автомобиле Cadillac DeVille 1962 года. Поначалу Тони и Дон не находят общий язык: Тони чувствует себя неловко, когда Дон просит его действовать более утончённо, а Дону противны привычки Тони. Но по ходу тура Тони поражает музыкальный талант Дона и ужасает дискриминационное обращение, с которым Дон сталкивается в обыденной жизни вне сцены. В городе Луисвилл (Кентукки) группа белых мужчин нападает на Дона в баре, а Тони приходит ему на помощь. После этого Тони просит Дона не выходить в одиночку из отелей, в которых тот останавливается, до конца тура.
На протяжении всей поездки Дон помогает Тони писать письма своей жене Долорес (Линда Карделлини), что её глубоко трогает. В свою очередь Тони призывает Дона наладить отношения с братом, на что Дон отвечает отказом в связи с отсутствием времени из-за постоянных концертов и туров.
В городе Мейкон (Джорджия) Дона задерживают во время интимного свидания с белым геем в бассейне YMCA, а Тони подкупает полицейских, чтобы предотвратить арест музыканта. Дон расстроен тем, что Тони «наградил» копов, издевавшихся над ним.
Позже, на одной из пригородных трасс их автомобиль останавливают другие полицейские. Идёт проливной дождь, копы из вредности заставляют Дона и Тони выйти из машины и оскорбляют их. Тони не сдерживается и бьёт одного из полицейских, за что их обоих арестовывают и увозят в участок. Пока они находятся в участке, Дон просит копов предоставить ему право на телефонный звонок. Он использует эту возможность, чтобы связаться с генеральным прокурором США Робертом Кеннеди, который оказывает давление на губернатора, а тот, в свою очередь, приказывает шерифу освободить обоих из-под стражи.
Тур заканчивается в Бирмингеме. Поначалу Дона встречают, как почётного гостя, но потом запрещают ужинать в ресторане, перед гостями которого он вскоре должен будет выступать. Эта дикая дискриминация выводит Тони из себя, и он бросается на управляющего. Но Дон его успокаивает и говорит, что готов выступить, если Тони этого хочет, однако они решают уйти. После этого Тони ведёт Дона в клуб «Оранжевая птица», где Дон своей музыкой заводит посетителей, все танцуют и хорошо проводят время.
Тони и Дон едут обратно в Нью-Йорк, чтобы встретить дома Рождество. Им мешает внезапно начавшаяся зима и сильный снегопад. Кроме того, в пути их снова останавливает полицейский, однако, на этот раз он помогает им со спущенным колесом. Тони устаёт и начинает засыпать за рулём. Тогда Дон сам садится за руль и довозит Тони до дома. Тот приглашает Дона к себе, но Дон отказывается и уезжает. Тони идёт к своей семье, где уже вовсю празднуют Рождество. Тони очень рад видеть свою жену после расставания, но не участвует в общем веселье. Через некоторое время к ним приезжает Дон, которого Тони и его жена встречают с распростёртыми объятиями, а Долорес ещё и благодарит за помощь в написании писем.

## В ролях
| Актёр                | Роль                           |
| -------------------- | ------------------------------ |
| Вигго Мортенсен      | Фрэнк Валлелонга (Тони Болтун) |
| Махершала Али        | Дон Ширли                      |
| Линда Карделлини     | Долорес Валлелонга             |
| Дон Старк            | Жюль Поделл                    |
| Димитер Д. Маринов   | Олег Маликович                 |
| Себастьян Манискалко | Джонни Венере                  |
| Пи Джей Бирн         | продюсер записи                |
| Брайан Степанек      | Грэм Киндэлл                   |
| Икбал Теба           | Амит                           |
| Том Вирту            | Морган Андерсон                |

## Производство
В мае 2017 года стало известно, что Вигго Мортенсен ведёт переговоры, чтобы сыграть одну из главных ролей в новом проекте режиссёра Питера Фаррелли. Фаррелли, в свою очередь, вместе с Ником Валлелонгой (сыном прототипа главного героя) и Брайаном Хэйсом Карри напишет сценарий. Замысел фильма основан на реальных событиях о путешествии вышибалы Тони Валлелонги по прозвищу Болтун и известного пианиста Дона Ширли во время тура по южным штатам США. Между двумя разными людьми возникли дружеские отношения. Но во время путешествия они столкнулись с расистскими умонастроениями. Продюсерами ленты стали Валлелонга, Карри и Джим Берк.
30 ноября 2017 года стало известно, что Вигго Мортенсен утверждён на роль Тони Болтуна. Пианиста Дона Ширли сыграет Махершала Али. Затем актёрский состав пополнили Линда Карделлини и Икбал Теба, а 16 января 2018 года к ним присоединился Себастьян Манискалко.
Первый трейлер к фильму вышел 14 августа 2018 года.

## Отзывы
Фильм получил высокие оценки кинокритиков. На сайте Rotten Tomatoes у него 77 % положительных рецензий на основе 361 отзыва со средней оценкой 7,2 из 10. На сайте-агрегаторе рецензий Metacritic — 69 баллов из 100 на основе 52 рецензий.

## Награды и номинации
| Награда                                      | Категория                                | Номинант                                                                    | Результат |
| -------------------------------------------- | ---------------------------------------- | --------------------------------------------------------------------------- | --------- |
| Оскар                                        | Лучший фильм                             | Джим Берк, Чарльз Б. Весслер, Брайан Карри, Питер Фаррелли и Ник Валлелонга | Победа    |
| Оскар                                        | Лучшая мужская роль                      | Вигго Мортенсен                                                             | Номинация |
| Оскар                                        | Лучшая мужская роль второго плана        | Махершала Али                                                               | Победа    |
| Оскар                                        | Лучший оригинальный сценарий             | Ник Валлелонга, Брайан Карри, Питер Фаррелли                                | Победа    |
| Оскар                                        | Лучший монтаж                            | Патрик Дж. Дон Вито                                                         | Номинация |
| BAFTA                                        | Лучший фильм                             | Джим Берк, Чарльз Б. Весслер, Брайан Карри, Питер Фаррелли и Ник Валлелонга | Номинация |
| BAFTA                                        | Лучшая мужская роль                      | Вигго Мортенсен                                                             | Номинация |
| BAFTA                                        | Лучшая мужская роль второго плана        | Махершала Али                                                               | Победа    |
| BAFTA                                        | Лучший оригинальный сценарий             | Ник Валлелонга, Брайан Карри, Питер Фаррелли                                | Номинация |
| Золотой глобус                               | Лучший фильм — комедия или мюзикл        |                                                                             | Победа    |
| Золотой глобус                               | Лучший режиссёр                          | Питер Фаррелли                                                              | Номинация |
| Золотой глобус                               | Лучшая мужская роль — комедия или мюзикл | Вигго Мортенсен                                                             | Номинация |
| Золотой глобус                               | Лучший актёр второго плана               | Махершала Али                                                               | Победа    |
| Золотой глобус                               | Лучший сценарий                          | Ник Валлелонга, Брайан Карри, Питер Фаррелли                                | Победа    |
| Премия Гильдии киноактёров США               | Лучшая мужская роль                      | Вигго Мортенсен                                                             | Номинация |
| Премия Гильдии киноактёров США               | Лучшая мужская роль второго плана        | Махершала Али                                                               | Победа    |
| Премия Национального совета кинокритиков США | Лучший фильм                             |                                                                             | Победа    |
| Премия Национального совета кинокритиков США | Лучший актёр                             | Вигго Мортенсен                                                             | Победа    |
| Спутник                                      | Лучший фильм — комедия или мюзикл        |                                                                             | Номинация |
| Спутник                                      | Лучший режиссёр                          | Питер Фаррелли                                                              | Номинация |
| Спутник                                      | Лучший актёр в комедии или мюзикле       | Вигго Мортенсен                                                             | Номинация |
| Спутник                                      | Лучший актёр второго плана               | Махершала Али                                                               | Номинация |
| Спутник                                      | Лучший оригинальный сценарий             | Ник Валлелонга, Брайан Карри, Питер Фаррелли                                | Номинация |
| Премия Американского института киноискусства | Лучший фильм года                        |                                                                             | Победа    |
| Премия Гильдии режиссёров Америки            | Лучшая режиссура художественного фильма  | Питер Фаррелли                                                              | Номинация |
| Премия Гильдии сценаристов США               | Лучший оригинальный сценарий             | Ник Валлелонга, Брайан Карри, Питер Фаррелли                                | Номинация |
| Аманда                                       | Лучший иностранный фильм                 | Питер Фаррелли                                                              | Номинация |
| Золотой орёл                                 | Лучший иностранный фильм                 |                                                                             | Номинация |
| Золотая малина                               | Приз за восстановление репутации         | Питер Фаррелли                                                              | Номинация |

## Тривиа
- В фильме использован автомобиль Cadillac Sedan Deville Four Window.